# Morphogrammatik
Die Morphogrammatik ist ein Begriff aus der „Polykontexturalen Logik“ des Philosophen und Logikers Gotthard Günther.

## Einführung
Die klassische Logik behandelt Aussagensysteme, die jeweils keine offensichtlichen Widersprüche enthalten dürfen. Ferner erlaubt die klassische Logik keine Selbstbezüge (Zirkelschlüsse).
Die Polykontexturale Logik ermöglicht es, logische Teilsysteme (sogenannte Kontexturen), die jeweils für sich den Anforderungen der klassischen Logik genügen, miteinander zu verknüpfen (deshalb: Polykontextural), und zwar auch dann, wenn das dadurch entstehende Gesamtsystem diesen Anforderungen nicht genügt. Um dies zu erreichen, sind Methoden erforderlich, die außerhalb der klassischen Logik liegen. Die Morphogrammatik stellt sie bereit. Dabei sind über die verteilten und verknüpften Kontexturen auch Selbstbezüge möglich.
Eines der Hauptanwendungsgebiete für Polykontexturale Logik und Morphogrammatik ist die Biologie, und hier insbesondere die Beschreibung und Modellierung natürlicher Neuronaler Netze, die zwar funktionieren, deren Verhalten aber nicht immer nach den Gesetzen der klassischen Logik beschreibbar ist.

## Näheres zum Ansatz Gotthard Günthers
Die Konzeption der Polykontexturalen Logik (mehrwertigen, mehrstelligen Logik) benötigt zur formalen Beschreibung der Komplexität der Verteilung und Vermittlung logischer Kontexturen (Zusammenhänge) eine spezielle prälogische Theorie, für die Gotthard Günther den Namen "Morphogrammatik" eingeführt hat.
Die Morphogrammatik ist eine Theorie der Umformung und Verknüpfung sublogischer
Operationen, die Gotthard Günther als Tiefenstruktur des klassischen Aussagenkalküls nachwies. Sie beschreibt allgemein die prälogische Architektur logischer Systeme. Günther verwendete die Morphogrammatik insbesondere zur Fundierung seiner logischen Konzeptionen der „Stellenwertlogik“ und der „Polykontexturalen Logik“.
Um dies zu erreichen, sind Methoden erforderlich, die außerhalb der klassischen Logik liegen.
Die von Gotthard Günther entworfene Polykontexturale Logik postuliert eine
über den strukturellen Bereich klassischer formaler Systeme hinausreichende Formkonzeption, die es ermöglichen soll, komplexe dialektische und selbstreferenzielle Systeme nicht-reduktionistisch abzubilden.
Günthers Ansatz geht von der These aus, dass mit der transzendentalen Dialektik des deutschen Idealismus eine neuartige Konzeption der logischen Form entdeckt wurde, die jenseits der aristotelischen Formkonzeption stehe, aber ebenso wie diese einer philosophischen und mathematischen Analyse zugänglich sei.
In seinen umfangreichen Arbeiten entwirft er eine selbstreferenzielle Architektur zur Abbildung seiner transklassischen Formkonzeption. Die grundlegende Idee zur Realisierung einer solchen Architektur in der Polykontexturalen Logik ist es, diese als einen Mechanismus der Vermittlung distribuierter Logiken in einem komplexen Systemverbund darzustellen. Selbstreferenzialität soll im Gesamtkomplex der logisch unabhängigen, jedoch stellenwertlogisch vermittelten formalen Systeme – Kontexturen – nicht-reduktionistisch und antinomienfrei abgebildet werden.

„Die Morphogrammatik [beschreibt] eine Strukturschicht, in der die Differenz zwischen Subjektivität und Objektivität erst etabliert wird und deshalb dort noch nicht vorausgesetzt werden kann“

Dieser prälogische Charakter der Morphogrammatik soll die formal widerspruchsfreie Abbildung der gegen die Axiomatik der Logiken verstoßenden Vermittlung mehrerer Logiken in einem polykontexturalen Verbund ermöglichen.

## Darstellung
Bei der Morphogrammatik geht es darum, die Reflexion auf anderes und zugleich auf sich selbst (Selbstreferentialität) formal widerspruchsfrei darstellen zu können. Wenn nämlich ein Subjekt sein Denken nicht nur auf Anderes (auf seine Objekte) richtet, sondern auch auf sich selbst, so ist es zugleich Subjekt und Objekt. Dies aber ist in einer zweiwertigen (aristotelischen) Logik nicht darstellbar, wo etwas nur entweder „Subjekt“ oder „Objekt“ sein kann (S|O). Dem begegnet die Morphogrammatik dadurch, dass sie auf den logischen Stellen nicht (z. B.) die Stellenwerte "Wahr"|"Falsch" einsetzt, sondern nur Stellenformen (griechisch morphé), aus denen sich einzig entnehmen lässt, wo gleiche bzw. ungleiche Werte auftauchen müssen. Diese Werte können dann mehr als 2 sein – z. B. "Subjekt", "Objekt" und "Verweigerung dieser Alternative" (S, O, V). Daher gehört die Morphogrammatik zu den Theorien der mehrwertigen Logik, geht jedoch über diese hinaus, da sie Werteabstraktion vornimmt. Dadurch ist sie in der Lage, die Verknüpfung mehrerer Kontexturen zu ermöglichen (siehe auch: Polykontexturalitätstheorie); alle anderen mehrwertigen Logiken gehören immer nur einer einzigen Kontextur an. (Die Idee der Polykontexturalität hat Gotthard Günther in seinem Aufsatz Life as Polycontexturality erläutert.)
Nach dem Tod Günthers wurde dieser Ansatz u. a. von Rudolf Kaehr (1942–2016) umfassend fortgeführt.

## Morphogrammatik im Diskurs
Steffen Heise legte 1991 eine kritische Analyse der Morphogrammatik vor. Darin zeigt er die Einbettung der Morphogrammatik in Naive Mengenlehre und schließt daraus, dass die formalen Ambitionen Günthers – die Entwicklung einer dialektischen Logik – von der Morphogrammatik und darauf aufbauenden Formalismen (Kenogrammatik) nicht eingelöst werden können.

1993 demonstrierte Rudolf Matzka über einen semiotischen Ansatz, dass auch die Kenogrammatik mengentheoretisch nachgebaut werden kann und dass dies – als Satz von Elementen und Regeln – für jedes abstrakte formale System keine Besonderheit ist.

Thomas Mahler und Rudolf Kaehr veröffentlichten 1993 mit Morphogrammatik: Eine Einführung in die Theorie der logischen Form eine umfangreiche Arbeit, in der die mathematische Theorie der Morphogrammatik systematisch aus kenogrammatischen Konzepten, Strukturen und Operationen heraus entwickelt wird. Sie bemängeln an Heises Analyse, dass dort nur die erste Stufe einer Folge von Formalisierungsstufen einer allgemeinen Morphogrammatik betrachtet wird. Die Autoren belegen allerdings nicht, dass selbst eine korrekte mengentheoretische Einbettung dieser ersten Stufe keine Aussagekraft bezüglich der allgemeinen Morphogrammatik hat.

2007 präsentierte Rudolf Kaehr mit The Abacus of Universal Logics eine Zusammenschau und historische Einordnung des Formalismus der Morphogrammatik. In der Folgezeit veröffentlichte er zahlreiche Arbeiten zur Morphogrammatik und legte programmierbare Konzepte zur Konstruktion zellulärer Automaten auf Basis der Morphogrammatik vor.

Darüber hinaus verweist Kaehr in seinem Werk wiederholt auf den Ultraintuitionismus Aleksander Yessenin-Volpins und seine Dekonstruktion der natürlichen Zahlen und zeigt damit, dass die Morphogrammatik ein Grundlagenproblem der Mathematik berührt.